# Casal Vinaixenc
El Casal Vinaixenc és una obra de Vinaixa (Garrigues) inclosa a l'Inventari del Patrimoni Arquitectònic de Catalunya.

## Descripció
Edifici situat en un solar de l'ajuntament entre la carretera de Lleida i la de l'Albi. És el casal de la població, el centre d'activitats recreatives. Està estructurat en planta baixa i pis. La façana principal està formada per tres cossos, el central està en lleugera reculada. Els laterals són de carreus irregulars de pedra disposats en filades i el central, de maó recobert per lloses de marbre. Les obertures són rectangulars i ubicades a la part alta, accentuant el caràcter massís de la construcció. La coberta és de fibrociment a dues aigües però la zona més antiga que correspon a la de l'escenari, hi ha teula àrab. A la banda esquerra s'uneix al casal d'avis.
Destaca la seva disposició interior en forma de lira com a record de l'emblema de la societat coral el Passarell de la Segarra. La sala principal té distribuïdes cadires i les llotges als voltants formant mitja el·lipse. L'estructura, però, resta amagada pels murs exteriors que la tanquen amb una estructura rectangular.